# Minčol (Oravské Beskydy)
Minčol (1 272,8 m n. m.) je vrchol v Oravských Beskydech v těsném sousedství dominantního Pilska.
Nachází se v CHKO Horní Orava nad obcí Mútne, západně od Pilska. Severně se nachází polsko-slovenská státní hranice. Vrchol je travnatý a nabízí kruhový výhled, ale je mimo značené trasy.

## Zajímavost
Zajímavostí je výskyt trojice stejnojmenných vrchů na relativně malém území Horní Oravy:
- Minčol (Oravské Beskydy) (1 272,8 m n. m.)
- Minčol (Oravská Magura) - nejvyšší vrch pohoří (1 393,9 m n. m. )
- Minčol (Oravská Magura; 1 139,3 m n. m.)